# Pingtang
Pingtang (chinesisch 平塘县, Pinyin Píngtáng Xiàn) ist ein Kreis im Autonomen Bezirk Qiannan der Bouyei und Miao im Süden der chinesischen Provinz Guizhou. Pingtang hat eine Fläche von 2.790 km² und zählt 242.000 Einwohner (Stand: Ende 2018).
In der Großgemeinde Kedu befindet sich das große Radioteleskop FAST.

## Administrative Gliederung
Auf Gemeindeebene setzt sich Pingtang aus einem Straßenviertel, neun Großgemeinden und einer Nationalitätengemeinde zusammen. Diese sind:
| Straßenviertel Jinpen (金盆街道), Sitz der Kreisregierung; Großgemeinde Datang (大塘镇); Großgemeinde Jiacha (甲茶镇); Großgemeinde Kedu (克度镇); Großgemeinde Pingzhou (平舟镇); Großgemeinde Tangbian (塘边镇); | Großgemeinde Tongzhou (通州镇); Großgemeinde Yazhou (牙舟镇); Großgemeinde Zhangbu (掌布镇); Großgemeinde Zhemi (者密镇); Gemeinde Kapu der Maonan (卡蒲毛南族乡). |